# Andrea Camilleri
Andrea Calogero Camilleri (Porto Empedocle, 6 settembre 1925 – Roma, 17 luglio 2019) è stato uno scrittore, sceneggiatore, regista e drammaturgo italiano.
Ha raggiunto la popolarità dalla fine degli anni novanta per aver ispirato la serie televisiva di grande successo Il commissario Montalbano trasmessa da Rai 1.
Ha insegnato regia all'Accademia nazionale d'arte drammatica, e tra gli studenti ha avuto Luca Zingaretti, che in seguito interpreterà il Commissario Montalbano. Le sue opere (oltre cento) sono state tradotte in almeno trenta lingue (tra cui inglese, francese, tedesco, spagnolo, catalano, portoghese, irlandese, russo, polacco, greco, norvegese, ungherese, giapponese, ebraico e croato) e ha venduto più di dieci milioni di copie.

## Biografia

### Studi e formazione
Andrea Camilleri nacque il 6 settembre 1925 a Porto Empedocle, comune alle porte di Girgenti, figlio unico di Carmelina Fragapane e di Giuseppe Camilleri, ispettore delle compagnie portuali che partecipò alla Marcia su Roma; la nonna paterna, Carolina Morello, era cugina di primo grado di Luigi Pirandello.
Viveva a Roma dalla fine degli anni quaranta e dal 1968 trascorse alcuni mesi l'anno a Bagnolo, frazione di Santa Fiora, nel territorio del Monte Amiata in Toscana. Dal 26 settembre 2014 divenne cittadino onorario del borgo toscano, da lui descritto come suo "luogo del cuore"; il 14 agosto 2017 gli viene intitolato il Teatro Comunale del paese grossetano.
All'età di dieci anni, nel periodo in cui l'Italia conduceva la guerra in Etiopia, dopo aver letto le esperienze in combattimento di un suo immaginario coetaneo in Abissinia sul giornaletto "Il Balilla", indottrinato dalla propaganda esercitata dal regime fascista sui bambini, scrisse, di nascosto dai genitori, una lettera a Benito Mussolini, nella quale esprimeva la volontà di partire per il fronte e combattere. Il Duce rispose alla lettera, dichiarando che era ancora troppo piccolo per prendere parte alla guerra, ma che in un futuro prossimo, ci sarebbe stato bisogno di lui. Da questa personale esperienza, Camilleri trasse ispirazione per il suo romanzo "La presa di Macallè", che tratta la storia di Michelino, un bambino vittima dell'indottrinamento fascista, durante la guerra in Etiopia.
Dal 1939 al 1943, dopo una breve esperienza nel Collegio Vescovile "Pio X" di Agrigento, dal quale fu espulso per aver lanciato delle uova contro un crocifisso, studia al Liceo Classico "Empedocle" di Agrigento dove nel 1943 ottiene la maturità senza sostenere esami poiché, a causa dei bombardamenti e in previsione dell'imminente sbarco in Sicilia delle forze alleate, le autorità scolastiche decisero di chiudere le scuole e di considerare valido il secondo scrutinio trimestrale.
A giugno dello stesso anno comincia, come ricordava lo scrittore, «una sorta di mezzo periplo della Sicilia a piedi o su camion tedeschi e italiani sotto un continuo mitragliamento per cui bisognava gettarsi a terra, sporcarsi di polvere, di sangue, di paure».
Tra il 1946 e il 1947 visse a Enna, in due misere stanzette prive di riscaldamento, e casualmente, dapprima attirato dal tepore, cominciò a frequentare con assiduità la Biblioteca Comunale diretta dall'avvocato Fontanazza. Diventato suo amico questi gli fece conoscere gli scritti originali di due celebrità letterarie locali: Nino Savarese e Francesco Lanza.
Divenne anche amico di Franco Cannarozzo, che poi diverrà un famoso scrittore di romanzi di fantascienza con lo pseudonimo di Franco Enna. Camilleri ricordava che il "periodo ennese" lo indusse a partecipare a vari certamina letterari, e fu proprio nel 1947 che vinse il Premio Firenze con alcune sue poesie. Camilleri, nel documentario Rai "Il luogo e la memoria" (da lui scritto e letto) aveva attestato il "debito letterario" verso Enna: « [...] Ed io, proprio in quelle due stanzette, credo di essermi formato come scrittore».

### Vita privata
È stato sposato dal 1957 sino al giorno della sua morte (superando i sessant'anni di matrimonio) con Rosetta dello Siesto (1928-2025), da cui ha avuto le figlie Andreina, Mariolina ed Elisabetta, che lo hanno reso nonno e bisnonno.

## Carriera di regista e attore
Incomincia a lavorare come regista teatrale nel 1942. Nel 1944 s'iscrive alla facoltà di Lettere e Filosofia dell'Università degli Studi di Palermo, ma non consegue la laurea. S'iscrive al Partito Comunista Italiano e dal 1945 pubblica racconti e poesie, arrivando anche fra i finalisti del Premio Saint Vincent.
Nel 1949 viene ammesso, unico allievo regista per quell'anno, all'Accademia nazionale d'arte drammatica, dove conclude gli studi nel 1952, contemporaneamente ad allievi attori che diverranno celebri, come Luigi Vannucchi, Franco Graziosi e Alessandro Sperlì, con i quali stringe amicizia; da allora esegue la regia di più di cento opere, soprattutto di drammi di Pirandello. Tra il 1945 e il 1950 pubblica racconti e poesie, vincendo anche il Premio Saint Vincent. Alcune sue poesie vengono pubblicate in un'antologia curata da Giuseppe Ungaretti.
Scrive i suoi primi racconti per riviste e per quotidiani come L'Italia socialista e L'Ora di Palermo.
È il primo a portare Beckett in Italia, di cui mette in scena Finale di partita nel 1958 al Teatro dei Satiri di Roma e poi ne cura una versione televisiva con Adolfo Celi e Renato Rascel.
A Camilleri si devono anche le rappresentazioni teatrali di testi di Ionesco (Il nuovo inquilino nel 1959 e Le sedie nel 1976), Adamov (Come siamo stati nel 1957, prima assoluta in Italia), Strindberg, T. S. Eliot. Porta in teatro i poemi di Majakovskij nello spettacolo Il trucco e l'anima.

### Carriera in Rai
Nel 1954 partecipa con successo a un concorso per funzionari Rai, ma non viene assunto poiché comunista, come disse lui stesso. Entra alla Rai tre anni dopo. Nel 1957 sposa Rosetta Dello Siesto da cui ha tre figlie e quattro nipoti.
Insegna al Centro sperimentale di cinematografia di Roma dal 1958 al 1965 e poi dal 1968 al 1970; è titolare della cattedra di regia all'Accademia nazionale d'arte drammatica dal 1977 al 1997. Scrive su riviste italiane e straniere (Ridotto, Sipario, Il dramma, Le thèâtre dans le monde) e dal 1995 su l'Almanacco letterario (Edizione dell'Altana).
Dal 1959 a tutti gli anni sessanta, tra le molte produzioni Rai di cui si occupa come delegato alla produzione hanno successo gli sceneggiati Le avventure di Laura Storm, con Lauretta Masiero, e le fiction con il tenente Sheridan, protagonista Ubaldo Lay (fra cui la miniserie La donna di quadri), Le inchieste del commissario Maigret, con protagonista Gino Cervi.
Nel 1968 cura la regia del teleromanzo per ragazzi Lazarillo, tratto dal romanzo Lazarillo de Tormes, con Paolo Carlini e Vittorio Guerrieri e la rappresentazione televisiva del dramma di Jean Giraudoux La guerra di Troia non si farà.

### Attore
(Andrea Camilleri)

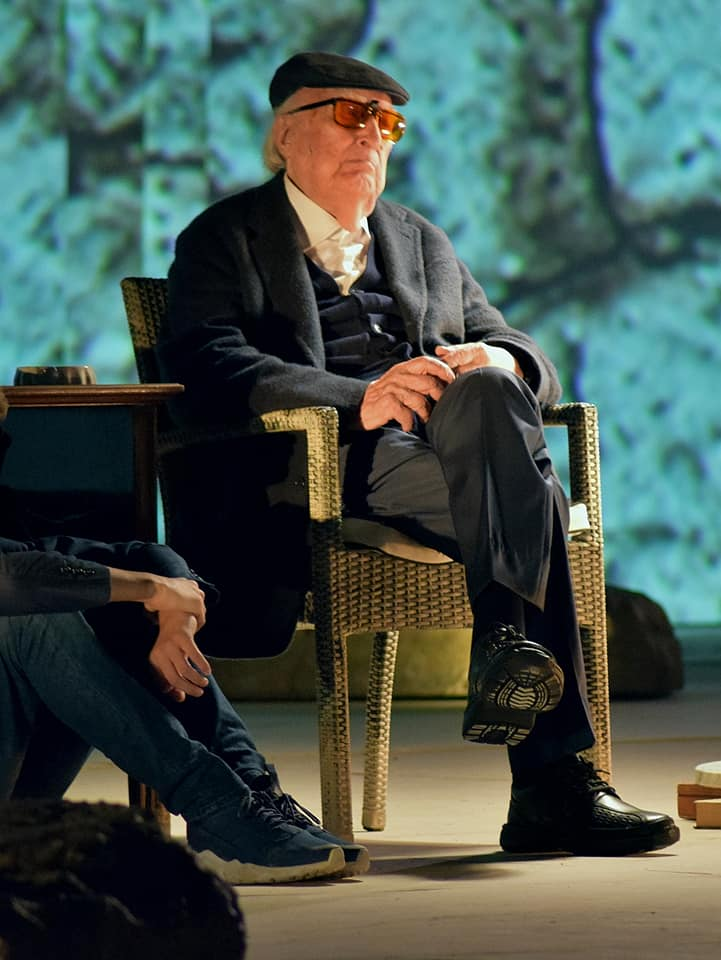
Andrea Camilleri in "Conversazione su Tiresia", Teatro greco di Siracusa (2018)

Camilleri è stato anche attore, interpretando la parte di un vecchio archeologo nel film del 1999 di Rocco Mortelliti, La strategia della maschera. Il film giallo, che ha avuto scarso successo sia presso la critica sia presso il pubblico, narra gli eventi che si svolgono tra la Sicilia e Roma relativi alla sparizione di preziosi reperti archeologici. Ha detto l'esordiente attore che in effetti «Non è la mia prima volta da attore, mi è capitato anni fa in Quel treno da Vienna, secondo di tre film per la televisione tratti dai romanzi di Corrado Augias, con Jean Rochefort. Io facevo il suo capo nei servizi segreti.»
Alla fine del 2002 accetta la nomina di direttore artistico del Teatro Comunale Regina Margherita di Racalmuto, inaugurato nel febbraio 2003 alla presenza del Capo dello Stato, Carlo Azeglio Ciampi. Dal 2003, egli è cittadino onorario della stessa Racalmuto.
Nel 2015 partecipa, interpretando se stesso, al docufilm Il meridiano della solitudine, diretto da Diego Ronsisvalle e prodotto da Rai cultura.
L'11 giugno 2018 ha recitato al Teatro Greco di Siracusa il suo monologo Conversazione su Tiresia, in cui ripercorre la vita dell'indovino cieco collegandola alla sua sopravvenuta cecità.

## Carriera da scrittore

### Primi lavori
Nel 1978 esordisce nella narrativa con Il corso delle cose, scritto dieci anni prima e pubblicato gratuitamente dalla Lalli Editore, un editore a pagamento, con l'impegno di citare l'editore stesso nei titoli dello sceneggiato TV La mano sugli occhi tratto dal libro che non viene distribuito e rimane ignoto al pubblico dei lettori.
Nel 1980 pubblica con Garzanti Un filo di fumo, primo di una serie di romanzi ambientati nell'immaginaria cittadina siciliana di Vigata a cavallo fra la fine dell'Ottocento e l'inizio del Novecento. Grazie a quest'ultima opera Camilleri riceve il suo primo premio letterario a Gela.
Nel 1984 pubblica, per Sellerio editore, La strage dimenticata, senza successo.

### Anni novanta
Nel 1992 riprende a scrivere dopo dodici anni di pausa e pubblica La stagione della caccia e nel 1993 La bolla di componenda, entrambe presso Sellerio Editore. Successivamente (1995) Il birraio di Preston, che partecipa al Premio Viareggio e grazie al quale, pur senza classificarsi, riesce a ottenere un discreto successo di pubblico vendendo quasi 70 000 copie. Con quest'opera partecipa a Siracusa, nel 1996, anche al Premio Vittorini, entra nella rosa dei tre vincitori ma il Superpremio della giuria viene aggiudicato a Gustaw Herling.
Camilleri diventa un autore di grande successo e i suoi libri, ristampati più volte, vendono mediamente intorno alle 60 000 copie, anche se non tutti trovano il consenso unanime della critica che lo accusa di essere a volte ripetitivo.

Camilleri nel 1998, «assittato» a leggere nella sua casa romana

Dal 1995 al 2003 si amplia il fenomeno Camilleri, che di fatto esplode nel 1998. Titoli come La concessione del telefono e La mossa del cavallo (1999) vanno a ruba. La mossa del cavallo è un romanzo poliziesco ispirato da un fatto di cronaca realmente accaduto a Barrafranca (Enna) nel XIX secolo. Da esso è stato tratto il film TV La mossa del cavallo - C'era una volta Vigata trasmesso da Rai 1 il 26 febbraio 2018, con protagonista Michele Riondino. È la prima trasposizione televisiva di un romanzo storico dello scrittore.

### Anni duemila
Nel 2000 pubblica Favole del tramonto in cui Camilleri, benché ormai felicemente nonno, comincia a scrivere favole, non per i suoi nipoti, ma in seguito alla richiesta di una cooperativa di carcerati ed ex detenuti per i quali compose una prima favola: La magarìa.
Nel 2001 viene pubblicato il romanzo Il re di Girgenti, ambientato nel Seicento, interamente scritto in siciliano inframmezzato con lo spagnolo.
Nello stesso anno dà alle stampe Le inchieste del commissario Collura, antologia di racconti gialli ambientati su una nave da crociera in cui sembra comparire anche Silvio Berlusconi. Il libro contiene anche un'Intervista sul commissario Collura a cura di Giovanni Capecchi dove Camilleri racconta che a 12 anni avrebbe voluto fare il marinaio e come i racconti di mare che ha letto lo abbiano aiutato molto a scrivere le storie del commissario Collura. Suso Cecchi d'Amico ha tratto una sceneggiatura dai racconti ma la proposta cinematografica non si è realizzata mentre è andata a buon fine la composizione di un'opera lirica, rappresentata in vari teatri italiani, su un libretto di Rocco Mortelliti tratto dal racconto Il fantasma nella cabina.
A marzo 2005 viene edito Privo di titolo. Nel febbraio 2008 per Mondadori pubblica Il tailleur grigio e nel giugno dello stesso anno con Sellerio Il casellante, secondo romanzo di una trilogia di romanzi fantastici, primo dei quali è il romanzo Maruzza Musumeci pubblicato nel 2007, conclusasi nel 2009 con Il sonaglio.
Nel 2007 vince il "Premio letterario La Tore Isola d'Elba" che sarà poi assegnato tra gli altri a Vitali, Di Mare, Cazzullo e Daverio.
Il 4 settembre 2008 ha vinto il Premio internacional de novela negra RBA con un inedito in lingua spagnola dal titolo La muerte de Amalia Sacerdote che sarà pubblicato in Spagna il 9 ottobre 2008 e in Italia nel 2009 con il titolo La rizzagliata.
Di particolare interesse la serie di romanzi biografici, di fantasia, dedicata ai grandi pittori: nel 2007 pubblica per Mondadori Il colore del sole (Caravaggio), nel 2008 per Skira La Vucciria (Guttuso) e nel 2009 sempre per Skira il romanzo ambientato nella "sua" Agrigento Il cielo rubato. Dossier Renoir (Renoir).
Nel 2009 pubblica per Rizzoli il romanzo pirandelliano La tripla vita di Michele Sparacino.

### Anni duemiladieci

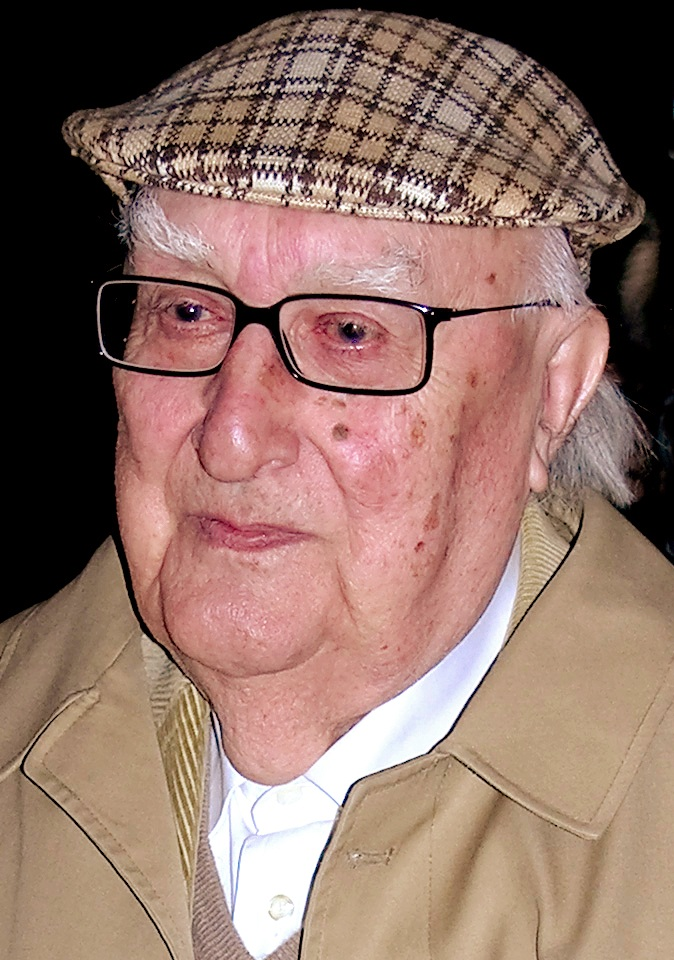
Camilleri nel 2010

Nel 2010, oltre ai romanzi con protagonista Montalbano, escono presso Sellerio Il nipote del Negus, una divertente storia ambientata nella Vigata del ventennio fascista, e, presso Mondadori, L'intermittenza, thriller ambientato nella Milano odierna.
Nel 2011 Camilleri pubblica I fantasmi, romanzo breve fra il giallo, il fantastico e il satirico, e collabora con Edoardo De Angelis nel brano Spasimo, contenuto nell'album del cantautore romano Sale di Sicilia, insieme con Franco Battiato. Sempre lo stesso anno gli viene conferito il Premio Fondazione Il Campiello.
Nel 2013 con La rivoluzione della luna, Camilleri prendendo spunto da un episodio storico, che descrive arricchendolo dei colori della sua fantasia, richiama la convinzione dell'autore che le donne abbiano doti tali da esercitare un'azione politica coraggiosa e concreta, che classi sociali misogine e reazionarie ostacolano con ogni mezzo.
Inseguendo un'ombra del 2014, può essere considerato il complemento romanzato della biografia dell'umanista Flavio Mitridate.
L'ultimo libro pubblicato prima della sua morte è il romanzo breve giallo Km 123 nel 2019.

### La serie di Montalbano

#### Primi racconti

Porto Empedocle, statua di Montalbano

Nel 1994 Camilleri dà alle stampe La forma dell'acqua, primo romanzo poliziesco con protagonista il commissario Montalbano, personaggio destinato a imporsi nel panorama letterario del romanzo giallo in Italia mentre la serie televisiva su Montalbano, interpretato da Luca Zingaretti, fa di Camilleri ormai un autore cult.
Il nome Montalbano venne scelto da Camilleri in omaggio allo scrittore spagnolo Manuel Vázquez Montalbán, ideatore di un altro famoso investigatore, Pepe Carvalho: i due personaggi hanno in comune l'amore per la buona cucina e le buone letture, i modi piuttosto sbrigativi e non convenzionali nel risolvere i casi e una storia d'amore controversa e complicata con donne anch'esse complicate.
Nel 1996, pubblica Il ladro di merendine, prima e principale fonte di notizie sul background familiare di Montalbano. Due anni dopo, nel 1998, è la volta di Un mese con Montalbano, prima raccolta di racconti sul commissario seguita l'anno successivo da un'altra antologia di racconti intitolata Gli arancini di Montalbano. La serie quindi prosegue con il romanzo La gita a Tindari del 2000.

#### Affermazione della serie
Nei primi anni duemila si susseguono diverse storie del commissario ambientate nella immaginaria Vigata.
Nel 2004 La pazienza del ragno, nel giugno 2005 La luna di carta: tutti con protagonista Salvo Montalbano. Tra il 2006 e il 2008, pubblica altri cinque romanzi che hanno per protagonista Montalbano: La vampa d'agosto, Le ali della sfinge, La pista di sabbia, Il campo del vasaio, L'età del dubbio. Nel 2007 vince il Premio letterario "La Tore - Isola d'Elba".
Inoltre, sempre nel 2008, pubblica, per la prima volta sul web (e precisamente sul quotidiano on-line AgrigentoNotizie) un suo racconto, La finestra sul cortile (già apparso in versione cartacea sul mensile Il Nasone di Prati), che vede come protagonista sempre il commissario Montalbano, inserito come appendice nel libro Racconti di Montalbano.

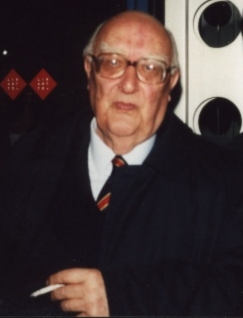
Camilleri nel 2008 al Salone internazionale del libro di Torino

Il 2009 incomincia con il romanzo La danza del gabbiano, vincitore nello stesso anno della XXVI edizione del Premio Cesare Pavese. Tutti presso Sellerio nella collana La Memoria, fondata da Leonardo Sciascia.
Nel 2010 nella stessa collana escono i successivi romanzi di Montalbano, La caccia al tesoro e Il sorriso di Angelica, ai quali si affianca un terzo romanzo, Acqua in bocca, pubblicato da minimum fax. Quest'ultimo scritto insieme con Carlo Lucarelli nella forma "epistolare" già sperimentata con successo ne La scomparsa di Patò, il romanzo vede per la prima volta il commissario Montalbano interagire con un altro investigatore letterario, l'ispettore Grazia Negro creata appunto da Lucarelli.
Il successo della serie sul commissario porta Camilleri a essere conosciuto e premiato anche all'estero. Il campo del vasaio (tradotto in inglese da Stephen Sartarelli) vince il premio International Dagger conferitogli dalla Crime Writers' Association. L'annuncio è stato fatto il 5 luglio 2012 durante la cerimonia di premiazione tenutasi a One Birdcage Walk a Londra.

#### La fine della serie
Negli anni seguenti Camilleri continua a pubblicare numerosi romanzi con protagonista Montalbano o che trattano eventi storici rielaborati dalla sua fantasia.
Il filone narrativo del Commissario Montalbano è destinato a una conclusione in quanto nel 2006 Andrea Camilleri ha consegnato all'editore Sellerio l'ultimo libro con il finale della storia, chiedendo che questo venisse pubblicato dopo la sua morte; dichiarerà in proposito:
Lo scrittore, rivelando il segreto dell'ultimo libro della serie, ha assicurato:

#### Ispirazione per fumetti
Nel numero 2994 del fumetto Topolino del 16 aprile 2013 appare la storia "Topolino e la promessa del gatto". Il racconto ambientato in Sicilia vede Topolino aiutare il commissario Salvo Topalbano, parodia del celebre commissario Salvo Montalbano. Un altro personaggio della storia, il signor Patò, è stato disegnato secondo la fisionomia dello scrittore siciliano. La storia, disegnata da Giorgio Cavazzano e tratta dai testi di Francesco Artibani, è stata supervisionata proprio da Camilleri. Lo stesso autore in un'intervista afferma che è la prima volta che il suo personaggio appare in un fumetto nonostante avesse avuto altre offerte in passato.

### Caratteristiche da autore

#### Metodo
In un dialogo con lo scrittore Francesco Piccolo, Camilleri descrive al lettore il suo metodo di scrittore forse sorprendente per il lettore che dalla personalità dell'autore si aspettava un modo di comporre del tutto diverso.

Una caratteristica dei libri di Andrea Camilleri è che hanno tutti una struttura prefissata e ben regolare:
 Questa esigenza di ordine geometrico-matematico, continua Camilleri, lo costringe come un geometra a fare una sorta di pianta del romanzo che intende scrivere e che pure ha completo nella sua mente. «I vuoti, i pieni, dove c'è la finestra, dove c'è il giardino. Ho bisogno di organizzarmi questo schema, e fino a quando non organizzo questo schema sono incapace di scrivere.» Del resto anche Simenon, il suo maestro, faceva lo stesso e «Quindi vuol dire che non sono solo nelle mie manie, questo mi consola».

#### La perdita della vista
Nella nota finale del suo centesimo libro, L'altro capo del filo, pubblicato nel maggio 2016, Camilleri dichiara che questo è «un Montalbano scritto nella sopravvenuta cecità»; infatti, all'età di 91 anni, Camilleri ha dovuto dettare il romanzo alla sua assistente Valentina Alferj, «l'unica che sia in grado di scrivere in vigatese», non potendo più scrivere autonomamente in quanto ha perso la vista.

#### La lingua di Camilleri

Porto Empedocle, murale di Andrea Camilleri

Una peculiarità di alcuni romanzi di Camilleri è l'uso di un particolare linguaggio commisto di italiano e siciliano. Come sue prime opere letterarie Camilleri scrisse poesie che rispettavano scrupolosamente le regole di composizione e usavano il linguaggio letterario italiano. Le sue poesie furono premiate in concorsi poetici importanti e furono riconosciute come notevoli, tanto che Giuseppe Ungaretti le fece stampare in una sua antologia e lo stesso fece Ugo Fasolo. In seguito lo stesso Salvatore Quasimodo insistette per avere delle sue poesie da pubblicare. Il nuovo interesse per il teatro fece però abbandonare a Camilleri la poesia, anche se continuò con la scrittura di brevi racconti in italiano. Questo fino a quando, avendo deciso di voler rappresentare opere teatrali sue con parole sue, si rese conto di non riuscire a esprimersi in italiano in opere di grande respiro, e così smise di scrivere sia in versi sia in prosa.
Lavorando per il teatro Camilleri s'imbatté nelle opere in dialetto di Carlo Goldoni e del Ruzante e da lì gli nacquero l'amore per Gioacchino Belli e Carlo Porta e la scoperta dell'uso letterario del siciliano, che gli fece tornare la voglia di scrivere.
Il particolare linguaggio di Camilleri si formò quando, assistendo in ospedale suo padre morente, volle raccontargli una storia che avrebbe voluto pubblicare ma che non era capace di comporre in italiano: fu suo padre a suggerirgli di scriverla come gliel'aveva raccontata.
Tuttavia uno scrittore che volesse essere compreso da tutti non poteva esprimersi completamente in siciliano, pertanto occorreva adottare un linguaggio equilibrato dove i termini dialettali avessero la stessa qualità e significanza, la stessa risonanza di quelli italiani. Fu un duro lavoro di elaborazione che continua tuttora, ad esempio nei romanzi scritti in vigatese dove la base del lavoro è sempre una iniziale struttura in lingua italiana, con cui mescolare i termini tratti non dalla letteratura alta ma dai vari dialetti siciliani comunemente parlati.

## Impegno politico
Camilleri è stato iscritto al Partito Comunista Italiano dal 1945. Camilleri ha partecipato alla manifestazione No Cav Day, l'8 luglio 2008 a piazza Navona, contro i provvedimenti del governo Berlusconi IV in materia di giustizia.

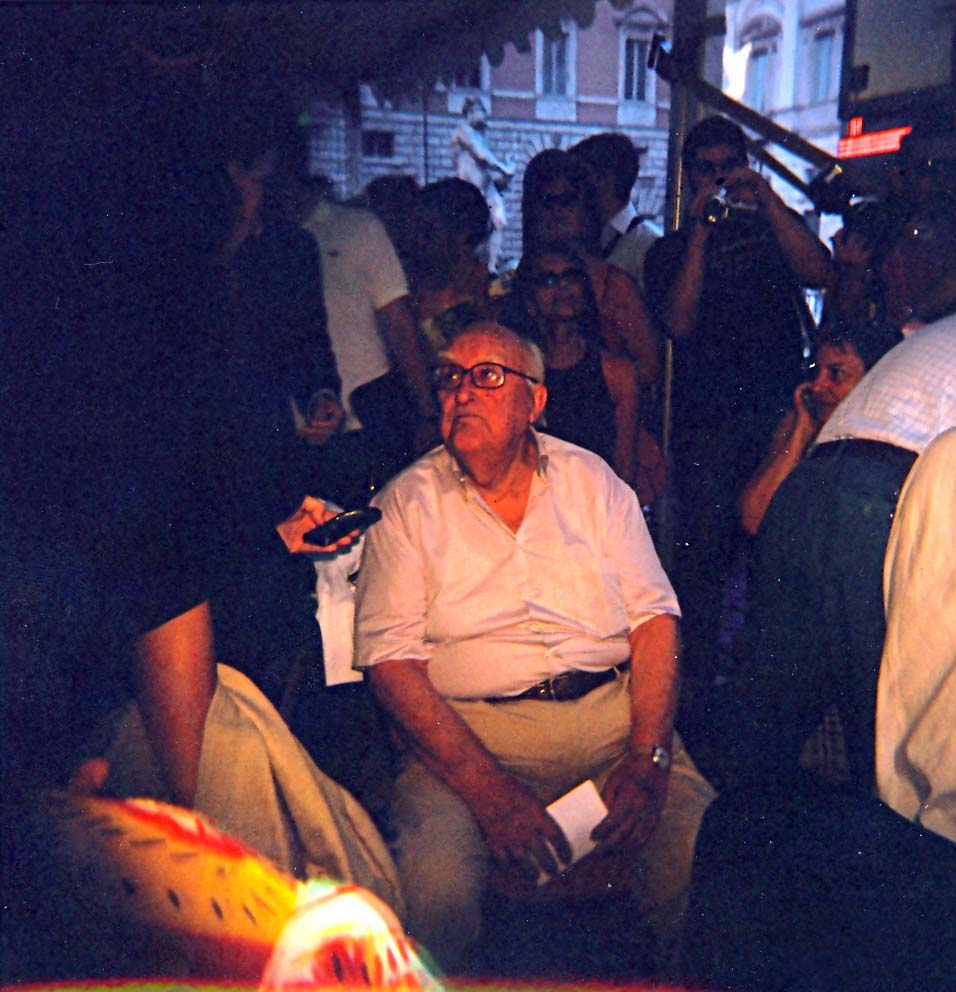
Camilleri al No Cav Day a Roma nel 2008

Il 29 gennaio 2009 decide di entrare in politica prospettando il "Partito dei Senza Partito" insieme con Antonio Di Pietro e Paolo Flores d'Arcais per partecipare alle elezioni europee del 2009 ma il 12 marzo dello stesso anno viene annunciato il mancato accordo fra i tre.
Nel marzo 2013, in seguito alle elezioni politiche, assieme ad altri personaggi famosi lancia una raccolta firme con l'appoggio di MicroMega con l'intento di non fare entrare al Senato Silvio Berlusconi per la questione del conflitto d'interessi facendo applicare il D.P.R. n. 361 del 1957, riprendendo peraltro l'iniziativa portata avanti già nel 1994 e nel 1996 da un altro comitato di personaggi e conclusasi con il parere sfavorevole della Giunta delle elezioni della Camera dei deputati.
Il 5 giugno 2013, nel corso della presentazione in un programma televisivo del suo libro Come la penso, ha espresso alcune sue considerazioni sulla situazione politica italiana; la sua contrarietà al governo Letta e alla rielezione del capo dello Stato Giorgio Napolitano.
Ha manifestato il suo appoggio alla lista Tsipras per le elezioni europee del 2014, salvo poi ritirarlo per polemiche interne.
Si è schierato apertamente a favore delle unioni civili in più di un'occasione: ben prima che si innescasse il dibattito sulla legge Cirinnà, nel 2011 per una legge regionale in Sicilia, e quindi sostenendo apertamente il disegno di legge, aderendo a una petizione pubblica che ha raccolto quasi centomila firme.
Nel 2016 ha espresso posizioni vicine al movimento No Cav schierandosi a favore della tutela delle Alpi Apuane.

## La morte
La mattina del 17 giugno 2019, mentre si stava preparando a partecipare con la sua Autodifesa di Caino allo spettacolo del successivo 15 luglio alle Terme di Caracalla, Camilleri venne colto da un arresto cardio-respiratorio. Trasportato in gravi condizioni all'ospedale Santo Spirito di Roma, fu ricoverato con prognosi riservata nel reparto di rianimazione. Lo scrittore non riprese più conoscenza e morì esattamente un mese dopo, la mattina del 17 luglio, all'età di 93 anni.
Non credente, è stato sepolto nel cimitero acattolico di Roma, dopo aver ricevuto un funerale strettamente privato, com'era suo desiderio.

## Opere

### Raccolte
- Storie di Montalbano, Introduzione di Nino Borsellino, a cura e con un saggio di Mauro Novelli, Collana I Meridiani, Milano, Arnoldo Mondadori Editore, 2002, ISBN 88-04-50427-7.
- Romanzi storici e civili, Introduzione di Salvatore Silvano Nigro, Cronologia di Antonio Franchini, Bibliografia a cura di Mauro Novelli, Collana I Meridiani, Milano, Mondadori, 2004, ISBN 88-04-51929-0.
- Altre storie di Montalbano, 2003-2019, a cura di Mauro Novelli, cronologia riveduta e aggiornata di Antonio Franchini, Collana I Meridiani, Milano, Mondadori, 2022, ISBN 978-88-047-4358-3.

### Libri
- I teatri stabili in Italia (1898-1918), Bologna, Cappelli, 1959.
- Il corso delle cose, Poggibonsi, Lalli, 1978.
- Un filo di fumo, Milano, Garzanti, 1980.
- La strage dimenticata, Palermo, Sellerio, 1984.
- La stagione della caccia, Palermo, Sellerio, 1992.
- La bolla di componenda, Palermo, Sellerio, 1993.
- Il birraio di Preston, Palermo, Sellerio, 1995. ISBN 88-389-1098-7.
- Il gioco della mosca, Palermo, Sellerio, 1995. ISBN 88-389-1193-2.
- La concessione del telefono, Palermo, Sellerio, 1998. ISBN 88-389-1344-7. (Premio Società dei Lettori, Lucca-Roma)
- La mossa del cavallo, Milano, Rizzoli, 1999. ISBN 88-17-86083-2.
- La scomparsa di Patò, Milano, A. Mondadori, 2000. ISBN 88-04-48412-8.
- Biografia del figlio cambiato, Milano, Rizzoli, 2000. ISBN 88-17-86612-1.
- Favole del tramonto, Roma, Edizioni dell'Altana, 2000. ISBN 88-86772-22-X.
- Racconti quotidiani, Pistoia, Libreria dell'Orso, 2001. ISBN 88-900411-4-5.
- Gocce di Sicilia, Roma, Edizioni dell'Altana, 2001. ISBN 88-86772-08-4. (racconti)
- Il re di Girgenti, Palermo, Sellerio, 2001. ISBN 88-389-1668-3.
- Le parole raccontate. Piccolo dizionario dei termini teatrali, Milano, Rizzoli, 2001. ISBN 88-17-86888-4.
- L'ombrello di Noè. Memorie e conversazioni sul teatro, Milano, Rizzoli, 2002. ISBN 88-17-87011-0.
- La linea della palma. Saverio Lodato fa raccontare Andrea Camilleri, Milano, Rizzoli, 2002. ISBN 88-17-87050-1.
- Le inchieste del commissario Collura, Pistoia, Libreria dell'Orso, 2002. ISBN 88-7415-002-4.
- La presa di Macallè, Palermo, Sellerio, 2003. ISBN 88-389-1896-1.
- Teatro, con Giuseppe Dipasquale, Siracusa, Lombardi, 2003. ISBN 88-7260-130-4.
- Privo di titolo, Palermo, Sellerio, 2005. ISBN 88-389-2030-3.
- Il medaglione, Milano, Oscar Mondadori, 2005. ISBN 88-04-55027-9.
- Il diavolo. Tentatore. Innamorato, con Jacques Cazotte, Roma, Donzelli, 2005. ISBN 88-7989-960-0.
- Troppi equivoci, in Crimini, Torino, Einaudi, 2005. ISBN 88-06-17576-9.
- La pensione Eva, Milano, Mondadori, 2006. ISBN 88-04-55434-7.
- Vi racconto Montalbano. Interviste, Roma, Datanews, 2006. ISBN 88-7981-302-1.
- Pagine scelte di Luigi Pirandello, Milano, BUR, 2007. ISBN 88-17-01488-5.
- Il colore del sole, Milano, Mondadori, 2007. ISBN 978-88-04-56207-8.
- Le pecore e il pastore, Palermo, Sellerio, 2007. ISBN 88-389-2203-9.
- La novella di Antonello da Palermo. Una novella che non poté entrare nel Decamerone, Napoli, Guida, 2007. ISBN 978-88-6042-260-6.
- Voi non sapete. Gli amici, i nemici, la mafia, il mondo nei pizzini di Bernardo Provenzano, Milano, Mondadori, 2007. ISBN 978-88-04-57511-5.
- Maruzza Musumeci, Palermo, Sellerio, 2007. ISBN 88-389-2248-9.
- L'occhio e la memoria: Porto Empedocle 1950, con Italo Insolera, Roma, Palombi, 2007. ISBN 978-88-6060-089-9.
- Il tailleur grigio, Milano, Mondadori, 2008. ISBN 978-88-04-57355-5.
- Il casellante, Palermo, Sellerio, 2008. ISBN 88-389-2302-7.
- La Vucciria, Milano, Skira, 2008. ISBN 978-88-6130-515-1.
- La muerte de Amalia Sacerdote, traduzione in lingua spagnola di Juan Carlos Gentile Vitale, Barcelona, RBA Libros, 2008. ISBN 978-84-986-7355-5. (II Premio Internacional de Novela Negra RBA 2008)
- La tripla vita di Michele Sparacino, Milano, Corriere della Sera, 2008; Milano, Rizzoli, 2009. ISBN 978-88-17-03161-5.
- Un sabato, con gli amici, Milano, Mondadori, 2009. ISBN 978-88-04-58613-5.
- Il sonaglio, Palermo, Sellerio, 2009. ISBN 88-389-2356-6.
- L'uomo è forte, in Articolo 1. Racconti sul lavoro, Palermo, Sellerio, 2009. ISBN 88-389-2384-1.
- Il cielo rubato. Dossier Renoir, Milano, Skira, 2009. ISBN 978-88-572-0200-6.
- La rizzagliata, Palermo, Sellerio, 2009. ISBN 88-389-2436-8. (originale in lingua italiana de La muerte de Amalia Sacerdote)
- Un inverno italiano. Cronache con rabbia 2008-2009, con Saverio Lodato, Milano, Chiarelettere, 2009. ISBN 978-88-6190-088-2.
- Un onorevole siciliano. Le interpellanze parlamentari di Leonardo Sciascia, Milano, Bompiani, 2009. ISBN 978-88-452-6351-4.
- Troppu trafficu ppi nenti, con Giuseppe Dipasquale, Siracusa, Lombardi, 2009.
- Il nipote del Negus, Palermo, Sellerio, 2010. ISBN 88-389-2453-8.
- L'intermittenza, Milano, Mondadori, 2010. ISBN 978-88-04-59842-8.
- Di testa nostra. Cronache con rabbia 2009-2010, con Saverio Lodato, Milano, Chiarelettere, 2010. ISBN 978-88-6190-119-3.
- La moneta di Akragas, Milano, Skira, 2010. ISBN 978-88-572-0741-4.
- Gran Circo Taddei e altre storie di Vigàta, Palermo, Sellerio, 2011. ISBN 88-389-2546-1.
- La setta degli angeli, Palermo, Sellerio, 2011. ISBN 88-389-2589-5.
- La targa, Milano, RCS Quotidiani, 2011.
- I fantasmi, Milano, Dieci dicembre, 2011.
- Il giudice Surra, in Giudici, Torino, Einaudi, 2011. ISBN 978-88-06-20597-3.
- Il diavolo, certamente, Milano, Mondadori, 2012. ISBN 978-88-04-61775-4.
- La Regina di Pomerania e altre storie di Vigàta, Palermo, Sellerio, 2012. ISBN 88-389-2641-7.
- Un'amicizia. Angelo Canevari, Milano, Skira, 2012. ISBN 978-8857217161.
- Dentro il labirinto, Milano, Skira, 2012. ISBN 978-88-572-1228-9.
- Il tuttomio, Milano, Mondadori, 2013. ISBN 978-88-04-62455-4.
- La rivoluzione della luna, Palermo, Sellerio, 2013. ISBN 88-389-3014-7.
- Come la penso. [Alcune cose che ho dentro la testa], Milano, Chiarelettere, 2013. ISBN 978-88-6190-442-2.
- Magaria, Milano, Mondadori, 2013. ISBN 978-88-04-63202-3.
- La banda Sacco, Palermo, Sellerio, 2013. ISBN 88-389-3107-0.
- I racconti di Nené, Milano, Melampo, 2013. ISBN 978-88-89533-99-4.
- La creatura del desiderio, Milano, Skira, 2013. ISBN 978-88-572-2189-2.
- Inseguendo un'ombra, Palermo, Sellerio, 2014. ISBN 88-389-3169-0.
- Segnali di fumo, Novara, Utet - De Agostini, 2014. ISBN 978-88-511-2249-2.
- Donne, Milano, Rizzoli, 2014, ISBN 978-88-17-07719-4.
- La relazione, Milano, Mondadori, 2014, ISBN 978-88-04-64954-0.
- Il quadro delle meraviglie. Scritti per teatro, radio, musica, cinema, Palermo, Sellerio, 2015, ISBN 88-389-3292-1.
- Le vichinghe volanti e altre storie d'amore a Vigàta, Palermo, Sellerio, 2015, ISBN 88-389-3417-7.
- La targa, Milano, Rizzoli, 2015, ISBN 978-88-1708-4376.
- Certi momenti, Milano, Chiarelettere, 2015, ISBN 978-88-6190-7638.
- Noli me tangere, Milano, Mondadori, 2016, ISBN 978-88-0466-1870.
- Pinocchio (mal) visto dal Gatto e la Volpe, con Ugo Gregoretti, Firenze, Giunti, 2016.
- La cappella di famiglia e altre storie di Vigàta, Palermo, Sellerio, 2016.
- I quattro Natali di Tridicino, in Storie di Natale, Palermo, Sellerio, 2016, ISBN 978-88-389-3587-9.
- Conversazioni su Tiresia, Palermo, Sellerio, 2019, ISBN 978-88-389-3901-3
- Esercizi di memoria, Milano, Rizzoli, 2017, ISBN 978-88-17-09691-1.
- Ora dimmi di te. Lettera a Matilda, Milano, Bompiani, 2018, ISBN 978-88-4529-7755.
- I tacchini non ringraziano, Disegni di Paolo Canevari, Milano, Salani, 2018, ISBN 978-88-9381-615-1.
- La casina di campagna. Tre memorie e un racconto, Milano, Henry Beyle, 2019, ISBN 978-88-3209-406-0.
- Km 123, Milano, Mondadori, 2019, ISBN 978-88-0471-637-2.
- Autodifesa di Caino, Palermo, Sellerio, 2019, ISBN 88-389-4033-9.
- Abbiamo fatto un viaggio. Racconto di una messa in scena, Collana Opere brevi, Milano, Henry Beyle, 2022, ISBN 978-88-320-9442-8.
- La guerra privata di Samuele e altre storie di Vigàta, Collana La memoria, Palermo, Sellerio, 2022, ISBN 978-88-389-4486-4.
- Il teatro certamente. Dialogo con Giuseppe Dipasquale, Collana Il divano n.336, Palermo, Sellerio, 2023, ISBN 978-88-389-4571-7.
- Il giudice Surra e altre indagini in Sicilia, Collana La memoria n.1290, Palermo, Sellerio, 2023, ISBN 978-88-389-4588-5.
- Vi scriverò ancora: lettere alla famiglia 1949-1960, Palermo, Sellerio, 2024, ISBN 978-88-389-4715-5.

### Serie del Commissario Montalbano
- La forma dell'acqua, Palermo, Sellerio, 1994. ISBN 88-389-1017-0.
- Il cane di terracotta, Palermo, Sellerio, 1996. ISBN 88-389-1226-2. (Premio Letterario Chianti)
- Il ladro di merendine, Palermo, Sellerio, 1996. ISBN 88-389-1319-6.
- La voce del violino, Palermo, Sellerio, 1997. ISBN 88-389-1405-2.
- Un mese con Montalbano, Milano, Mondadori, 1998. ISBN 88-04-44465-7. (racconti)
- Gli arancini di Montalbano, Milano, Mondadori, 1999. ISBN 88-04-46972-2. (racconti)
- Quindici giorni con Montalbano, a cura di Antonella Italia e Enrico Saravalle, Milano, A. Mondadori scuola, 1999. ISBN 88-247-1271-1.
- La gita a Tindari, Palermo, Sellerio, 2000. ISBN 88-389-1574-1.
- L'odore della notte, Palermo, Sellerio, 2001. ISBN 88-389-1729-9.
- La paura di Montalbano, Milano, Mondadori, 2002. ISBN 88-04-50694-6. (racconti)
- Il giro di boa, Palermo, Sellerio, 2003. ISBN 88-389-1860-0.
- La prima indagine di Montalbano, Milano, Mondadori, 2004. ISBN 88-04-52983-0. (racconti)
- La pazienza del ragno, Palermo, Sellerio, 2004. ISBN 88-389-1998-4.
- La luna di carta, Palermo, Sellerio, 2005. ISBN 88-389-2054-0.
- La vampa d'agosto, Palermo, Sellerio, 2006. ISBN 88-389-2144-X.
- Le ali della sfinge, Palermo, Sellerio, 2006. ISBN 88-389-2161-X.
- La pista di sabbia, Palermo, Sellerio, 2007. ISBN 88-389-2216-0.
- Il campo del vasaio, Palermo, Sellerio, 2008. ISBN 88-389-2285-3.
- Il commissario Montalbano. Le prime indagini, Palermo, Sellerio, 2008. ISBN 88-389-2329-9. (Contiene: La forma dell'acqua; Il cane di terracotta; Il ladro di merendine)
- L'età del dubbio, Palermo, Sellerio, 2008. ISBN 88-389-2333-7.
- Racconti di Montalbano, Milano, Oscar Mondadori, 2008. ISBN 978-88-04-58272-4. (raccolta)
- La danza del gabbiano, Palermo, Sellerio, 2009. ISBN 88-389-2385-X. (Premio Letterario Cesare Pavese)
- Ancora tre indagini per il commissario Montalbano, Palermo, Sellerio, 2009. ISBN 88-389-2420-1. (Contiene: La voce del violino; La gita a Tindari; L'odore della notte)
- La caccia al tesoro, Palermo, Sellerio, 2010. ISBN 88-389-2478-3.
- Acqua in bocca, con Carlo Lucarelli, Roma, Minimum fax, 2010. ISBN 978-88-7521-278-0.
- Il sorriso di Angelica, Palermo, Sellerio, 2010. ISBN 88-389-2528-3.
- Il gioco degli specchi, Palermo, Sellerio, 2010. ISBN 88-389-2563-1.
- Altri casi per il commissario Montalbano, Palermo, Sellerio, 2011. ISBN 88-389-2599-2. (Contiene: Il giro di boa; La pazienza del ragno; La luna di carta)
- Una lama di luce, Palermo, Sellerio, 2012. ISBN 88-389-2705-7.
- Una voce di notte, Palermo, Sellerio, 2012. ISBN 88-389-2762-6.
- Tre indagini a Vigàta, Palermo, Sellerio, 2012. ISBN 88-389-2773-1. (Contiene: La vampa d'agosto; Le ali della sfinge; La pista di sabbia)
- Una cena speciale, in Capodanno in giallo, Palermo, Sellerio, 2012. ISBN 88-389-2816-9.
- Un covo di vipere, Palermo, Sellerio, 2013. ISBN 88-389-3053-8.
- Notte di Ferragosto, in Ferragosto in giallo, Palermo, Sellerio, 2013. ISBN 88-389-3074-0.
- La piramide di fango, Palermo, Sellerio, 2014. ISBN 88-389-3191-7.
- Morte in mare aperto e altre indagini del giovane Montalbano, Palermo, Sellerio, 2014. ISBN 88-389-3253-0. (raccolta)
- La giostra degli scambi, Palermo, Sellerio, 2015. ISBN 88-389-3344-8.
- L'altro capo del filo, Palermo, Sellerio, 2016. ISBN 978-88-389-3516-9.
- La rete di protezione, Palermo, Sellerio, 2017, ISBN 978-88-38-93655-5;
- La calza della befana, in Un anno in giallo, Palermo, Sellerio, 2017.
- Il metodo Catalanotti, Palermo, Sellerio, 2018, ISBN 978-88-389-3796-5.
- Ventiquattr'ore di ritardo, in Una giornata in giallo, Palermo, Sellerio, 2018.
- Il cuoco dell'Alcyon, Palermo, Sellerio, 2019, ISBN 978-88-389-3944-0.
- Riccardino, Palermo, Sellerio, 2020, ISBN 978-88-389-4075-0.[68]
- Riccardino bis. Edizione speciale 2005-2016, Palermo, Sellerio, 2020, ISBN 978-88-389-4077-4. [contiene 2 versioni]
- La coscienza di Montalbano, Collana La memoria n.1239, Palermo, Sellerio, 2022, ISBN 978-88-389-4370-6.

### Audiolibri
- Camilleri legge Montalbano, con 2 CD, Milano, Mondadori, 2002. ISBN 88-04-50974-0.
- Un filo di fumo, letto da Fiorello, con CD, Roma, Full color sound, 2006. ISBN 88-7846-010-9.
- Il nipote del Negus, con 5 CD, Palermo, Sellerio, 2010. ISBN 88-389-2465-1.

### Radio

#### Sceneggiati radiofonici Rai
- Rip Van Winkle, radiodramma di Max Frisch, regia di Andrea Camilleri, trasmessa il 30 dicembre 1962.
- Il sindaco, radiodramma di Nicola Manzari, regia di Andrea Camilleri, trasmesso il 18 luglio 1964.[69]
- Le canzoni di casa Maigret, dal romanzo Le memorie di Maigret di Georges Simenon, sceneggiatura di Umberto Ciappetti, regia di Andrea Camilleri, 13 puntate, dal 9 gennaio al 3 aprile 1972.[70]

#### Programmi radio Rai
- Il girasole, programma mosaico a cura di Giacinto Spagnoletti e Vincenzo Romano, regia di Andrea Camilleri 1973.

## Filmografia

### Regista
- Lazarillo (1968)
- La guerra di Troia non si farà, dramma di Jean Giraudoux, trasmessa dal Secondo programma il 3 gennaio 1968
- La carretta dei comici (1970)
- Re Cervo (1970)
- Finale di partita (1970)
- Io, Caterina[71] (1972)
- Francesca Da Rimini (1980)
- L'indizio (cinque inchieste per un commissario) (1982)
- La cicaliera (1982), di Gilbert Léautier

### Sceneggiatore
- Lazarillo (1968)
- La mano sugli occhi (1979)
- Western di cose nostre (1984)
- Un siciliano in Sicilia (1987)
- Il commissario Montalbano (1999-in produzione), Rai 2 (st. 1-3), Rai 1 (st. 4+), Rai HD (st. 9-10)
- Crimini (2006), Rai 2, episodio 1x01 Troppi equivoci
- La scomparsa di Patò (2012)
- Il giovane Montalbano (2012-2015), Rai 1
- La stagione della caccia - C'era una volta Vigata, regia di Roan Johnson (2018)
- La concessione del telefono - C'era una volta Vigata, regia di Roan Johnson (2020)

### Soggettista
- La strategia della maschera (1998)
- Il commissario Montalbano (1999-in produzione), Rai 2 (st. 1-3), Rai 1 (st. 4+), Rai HD (st. 9-10)
- Crimini (2006), Rai 2, episodio 1x01 Troppi equivoci
- La scomparsa di Patò, regia di Rocco Mortelliti (2012)
- Il giovane Montalbano, regia di Gianluca Maria Tavarelli (2012-2015), Rai 1
- La mossa del cavallo - C'era una volta Vigata, regia di Gianluca Maria Tavarelli (2018), Rai 1
- La stagione della caccia - C'era una volta Vigata, regia di Roan Johnson (2019), Rai 1
- La concessione del telefono - C'era una volta Vigata, regia di Roan Johnson (2020)

## Riconoscimenti
- Nel 1997 con il libro Il cane di terracotta ha vinto l'XI edizione del Premio Letterario Chianti.[73]
- Nel 1998 il romanzo La voce del violino ha vinto il Premio dei Lettori di Lucca.
- Nel 2003 ha ricevuto il Premio Vittorio De Sica nella sezione Cultura;[74] il 20 gennaio dello stesso anno aveva già ottenuto il Premio letterario Racalmare Leonardo Sciascia per tutta la sua produzione letteraria.[75]
- Nel 2007 vince, senza poterlo ritirare per problemi di salute, il Premio letterario La Tore isola d'Elba.
- Nel 2008 ha vinto il Premio Internacional de Novela Negra col romanzo giallo in lingua spagnola La muerte de Amalia Sacerdote.[76]
- Nel 2009 con il libro La danza del gabbiano ha vinto la XXVI edizione del Premio Letterario Cesare Pavese
- Nel 2009 ha ricevuto l'Alabarda d'oro per la letteratura, Premio "Città di Trieste".
- Nel 2010 ha ricevuto il Premio letterario Piero Chiara alla carriera.[77]
- Nel 2011 viene insignito del Premio Fondazione Il Campiello.
- Nel 2014 gli viene conferito dal Bif&st-Bari International Film&Tv Festival il Federico Fellini Platinum Award for Artistic Excellence
- Nel 2014 ha ricevuto a Barcellona il IX Premio intitolato a Pepe Carvalho, il protagonista dei gialli dello scrittore spagnolo Manuel Vázquez Montalbán, dal cui cognome Camilleri ha tratto quello del suo commissario.[78]
- Nel 2015 la città di Genova gli ha conferito il Grifo d'Oro.[79]
- Nel 2017 gli è stato dedicato l'asteroide 204816 Andreacamilleri.[80][81]
- Nell'aprile del 2018 è stato proclamato Distinguished Professor (Professore Emerito Honoris Causa) all'Università di Roma Tor Vergata.[82]

### Lauree honoris causa
I suoi numerosi lavori letterari lo hanno reso meritevole anche di diverse lauree honoris causa.
| Disciplina                                                                | Università                                   | Data               | Lectio magistralis                                                                |
| ------------------------------------------------------------------------- | -------------------------------------------- | ------------------ | --------------------------------------------------------------------------------- |
| Diploma di laurea (vecchio ordinamento) in Lingue e letterature straniere | Università IULM                              | 15 ottobre 2002    | Girando attorno alla Torre di Babele                                              |
| Laurea specialistica in Sistemi e progetti di comunicazione               | Università di Pisa                           | 26 maggio 2005     | Le fabbriche del credere                                                          |
| Laurea specialistica in Psicologia applicata, clinica e della salute      | Università dell'Aquila                       | 3 maggio 2007      | La religiosità di Provenzano                                                      |
| Laurea specialistica in Filologia moderna                                 | Università degli Studi "Gabriele d'Annunzio" | 12 novembre 2007   | Gramsci, Pirandello e un lapsus rivelatore                                        |
| Honorary degrees                                                          | University College Dublin                    | il 5 dicembre 2011 |                                                                                   |
| Dottorato di ricerca in Storia dell'Europa                                | Sapienza - Università di Roma                | 16 marzo 2012      | Uno scrittore italiano nato in Sicilia                                            |
| Laurea in Lingue per la Didattica, l'Editoria, l'Impresa                  | Università degli Studi di Urbino "Carlo Bo"  | 15 novembre 2012   | Sullo stato di salute della lingua italiana                                       |
| Laurea Magistrale in Lingue e Letterature Moderne, Europee e Americane    | Università degli Studi di Cagliari           | 10 maggio 2013     | Riflessioni su un capitolo di Svevo                                               |
| Doctor of Humane Letters                                                  | The American University of Rome              | 30 ottobre 2013    | American Literature in Fascist Italy (letteratura americana nell'Italia fascista) |

## Omaggi
Nell'album di Daniele Silvestri S.C.O.T.C.H., che vanta la collaborazione di numerosi artisti (Niccolò Fabi, Pino Marino, Diego Mancino, Raiz, Stefano Bollani, Peppe Servillo) vi è anche Camilleri, che compare per la prima volta su un disco, precisamente al termine del brano Lo scotch, dove racconta una storia avvenuta durante un viaggio in treno.
Dal 2013 sono state pubblicate due storie a fumetti sul periodico Topolino con protagonista Topalbano (parodia di Montalbano), disegnate da Giorgio Cavazzano e scritte da Francesco Artibani, con la consulenza di Camilleri stesso.
Lo scrittore argentino Carlos Salem ha reso omaggio al collega siciliano chiamando Andrés Camiller un personaggio del suo romanzo Nuda è la morte.
Nel 2014 è stato mandato in onda su Rai 1 un film-documentario sulla vita dello scrittore intitolato Andrea Camilleri - Il maestro senza regole.